# Ferme du Champ-Bressan
La ferme du Champ-Bressan est une ferme située en France, dans la région Bourgogne-Franche-Comté et le département de Saône-et-Loire, dans la commune de Romenay.
Située à la sortie du village, l'ensemble de ses bâtiments, ainsi que l'huilerie, le puits et le sol de la cour font l’objet d’un classement au titre des monuments historiques depuis le 16 mai 2006. Elle était cependant protégée par des arrêtés pris en 1925, 1930 et 1937.
Construite entre le XVIIIe et le XIXe siècle, la ferme a été rénovée et transformée en musée, qui est ouvert depuis le 15 mai 2010.
Elle possède une cheminée sarrasine, l'une des très rares situées en Saône-et-Loire. Sa mitre est de type carrée à pyramide.